# Korejská menšina v Česku
Korejci žijící v České republice pocházejí zejména z Jižní Koreje, v minimální míře pak ze Severní Koreje.
Podle statistik žilo v České republice k roku 2020 celkem 2502 občanů Korejské republiky (Jižní Koreje) a 1 občan Korejské lidově demokratické republiky (Severní Koreje).
Korejská menšina pořádá řadu kulturních akcí. Velvyslanectví Korejské republiky v Praze velmi pečuje o vzájemné kulturní vztahy, jak je zřetelné i z jeho webové prezentace. V Praze existuje při Farním sboru Českobratrské církve evangelické v Kobylisích korejský (a také samostatný japonský) církevní sbor. Katolická korejská komunita se setkává v Kostele sv. Vojtěcha v Dejvicích.
Severokorejci v České republice jsou ponejvíce zaměstnanci velvyslanectví. Ti se občas stávají předmětem zájmu českých tajných služeb. Jsou přítomni také převážně manuální zaměstnanci, je o nich však poměrně málo informací.